# 2C-H
2С-Н, или 2,5-диметоксифенилэтиламин  — замещённый фенэтиламин из 2C-семьи. 2С-H был впервые синтезирован в 1932 году Йоханнессом С. Баком. В книге PiHKAL не указываются дозировка и длительность эффекта 2С-H.
Данных об испытаниях 2С-Н на людях не опубликовано, так как он, вероятно, уничтожается моноаминоксидазой, прежде чем вызывает значительные психотропные эффекты. Существует очень мало данных о фармакологических свойствах, метаболизме и токсичности 2С-Н.
2С-H используется в качестве прекурсора в синтезе других замещённых фенилэтиламинов.